# Bellikatti, Kudligi
Bellikatti là một làng thuộc tehsil Kudligi, huyện Bellary, bang Karnataka, Ấn Độ.